# Соломон Ґуґґенгайм
Соломон Роберт Ґуґґенгайм (англ. Solomon Robert Guggenheim 2 лютого 1861 Філадельфія, Пенсільванія — 3 листопада 1949 Нью-Йорк) — американський меценат єврейського походження, представник родини Ґуґґенгайм, виходець зі Швейцарії, засновник Музею сучасного мистецтва в Нью-Йорку. Створив Фонд Ґуґґенгайма для підтримки сучасного мистецтва. Четвертий син американського промисловця Маєра Ґуґґенгайма.